# USS Brock (APD-93)
USS Brock (APD-93) là một tàu vận chuyển cao tốc lớp Crosley, nguyên được cải biến từ chiếc DE-234, một tàu hộ tống khu trục lớp Rudderow, và đã phục vụ cùng Hải quân Hoa Kỳ trong Chiến tranh Thế giới thứ hai. Nó là chiếc tàu chiến duy nhất của Hải quân Hoa Kỳ được đặt cái tên này, theo tên Thiếu úy Hải quân John Wiley Brock(1914-1942), phi công từng phục vụ cùng Liên đội Ném ngư lôi VT-6 trên tàu sân bay Enterprise (CV-6), đã tử trận trong trận Midway vào ngày 4 tháng 6, 1942 và được truy tặng Huân chương Chữ thập Hải quân. Nó đã phục vụ cho đến khi chiến tranh kết thúc, xuất biên chế năm 1947, rồi được chuyển cho Colombia vào năm 1962 để sử dụng như trạm phá điện nổi. Số phận của con tàu cuối cùng không rõ. Brock được tặng thưởng một Ngôi sao Chiến trận do thành tích phục vụ trong Thế Chiến II.

## Thiết kế và chế tạo
Thiết kế của lớp Crosley dựa trên việc cải biến lớp tàu hộ tống khu trục Rudderow. Cấu trúc thượng tầng con tàu được mở rộng, đồng thời tháo dỡ bớt vũ khí trang bị để lấy chỗ bố trí nơi nghỉ cho 162 binh lính được vận chuyển cùng khoảng 40 tấn trang bị. Hệ thống động lực tương tự như với các lớp Buckley và Rudderow; là kiểu động cơ turbine-điện General Electric, cung cấp điện năng cho mô-tơ điện để dẫn động hai trục chân vịt.
Dàn vũ khí được giữ lại bao gồm một khẩu pháo 5 inch (130 mm)/38 cal bố trí một phía trước mũi; ba khẩu đội pháo phòng không Bofors 40 mm nòng đôi và sáu pháo phòng không Oerlikon 20 mm; vũ khí chống ngầm gồm hai đường ray Mk. 9 để thả mìn sâu. Thủy thủ đoàn đầy đủ bao gồm 15 sĩ quan và 168 thủy thủ; và con tàu được bố trí tiện nghi để vận chuyển 12 sĩ quan cùng 150 binh lính đổ bộ.
Brock được đặt lườn như là chiếc DE-234 tại Xưởng hải quân Charleston ở Charleston, South Carolina vào ngày 27 tháng 10, 1943. Nó được hạ thủy vào ngày 20 tháng 1, 1944, được đỡ đầu bởi bà James W. Brock, mẹ của Thiếu úy Brock. Đang khi được hoàn thiện, con tàu được xếp lại lớp như một tàu vận chuyển cao tốc vào ngày 17 tháng 7, 1944, mang ký hiệu lườn mới APD-93, và nhập biên chế cùng Hải quân Hoa Kỳ vào ngày 9 tháng 2, 1945 dưới quyền chỉ huy của Hạm trưởng, Thiếu tá Hải quân Harrison H. Holton.

## Lịch sử hoạt động

### Thế Chiến II
Sau khi hoàn tất việc trang bị, Brock rời Xưởng hải quân Charleston vào ngày 2 tháng 3, 1945, đi đến vịnh Guantánamo, Cuba vào ngày 4 tháng 3 để tiến hành việc chạy thử máy huấn luyện cho đến ngày 19 tháng 3. Quay trở lại Hampton Roads, Virginia, nó được sửa chữa sau chạy thử máy tại Xưởng hải quân Norfolk ở Portsmouth, Virginia. Đón lên tàu hành khách tại Norfolk, Virginia vào ngày 8 tháng 4, con tàu khởi hành hướng sang vùng kênh đào Panama trong thành phần hộ tống cho các tàu chở hàng tấn công Seminole (AKA-104) và Mathews (AKA-96) đi sang khu vực Thái Bình Dương.
Băng qua kênh đào vào ngày 14 tháng 4, Brock tiếp tục hành trình vào ngày hôm sau để hướng đến California, đi đến San Diego, California vào ngày 23 tháng 4. Nó chỉ ở lại cảng 18 giờ để đón nhận hành khách là nhân sự Thủy quân Lục chiến thay phiên trước khi lên đường hướng sang vùng biển Hawaii. Sau khi đi đến Trân Châu Cảng vào ngày 2 tháng 5, con tàu thực hành huấn luyện đổ bộ cùng một đội phá hoại dưới nước (UDT: Underwater Demolition Team) được tăng cường. Khởi hành vào ngày 12 tháng 5, Brock cùng với tàu vận chuyển cao tốc Kane (APD-18) cùng các tàu vận tải tấn công Garrard (APA-84) và Sevier (APA-233) hướng sang quần đảo Marshall, đi đến Eniwetok vào ngày 21 tháng 5. Nó lên đường ngay ngày hôm sau để đi đến đảo san hô Ulithi thuộc khu vực Tây quần đảo Caroline, đến nơi vào ngày 24 tháng 5.
Khởi hành vào ngày 31 tháng 5 để hướng sang Philippines, Brock đi đến vịnh San Pedro, Leyte vào ngày 3 tháng 6. Nó ở lại đây trong bốn ngày trước khi gia nhập cùng Kane vào ngày 7 tháng 6 để hộ tống một đoàn tàu vận tải hướng sang quần đảo Ryūkyū. Sau khi đi đến Kerama Retto vào ngày 12 tháng 6, con tàu làm nhiệm vụ tại một trạm canh phòng về phía Đông Nam bờ biển Okinawa, vào giai đoạn Chiến dịch Okinawa sắp kết thúc. Nó hoạt động tại khu vực này cho đến ngày 19 tháng 6, khi nó chuyển đến một trạm canh phòng tại vùng biển giữa Ie Shima và Okinawa. Vào chiều tối ngày 23 tháng 6, con tàu được phái đi đến một vị trí cách 20 nmi (37 km) để làm nhiệm vụ tìm kiếm-giải cứu. Máy bay của Trung úy phi công Thủy quân Lục chiến Gustave T. Broberg bị buộc phải hạ cánh trên biển khi quay trở về sau một phi vụ tại Đài Loan, và anh được vớt lên sau hai giờ trên mặt biển.
Đang khi tuần tra chống tàu ngầm tại trạm E-23, khoảng 2 nmi (3,7 km) về phía Đông Bắc Ie Shima vào ngày 26 tháng 6, radar của Brock dò được một mục tiêu trên không lúc 01 giờ 13 phút ở khoảng cách 15 nmi (28 km) và đang tiến đến gần. Con tàu giảm tốc độ còn 5 kn (9,3 km/h) và đổi hướng để tránh bộc lộ hình dạng dưới ánh trăng. Khi chiếc máy bay Kamikaze còn cách con tàu khoảng 1.000 yd (910 m), viên phi công bất chợt phát hiện chiếc tàu vận chuyển cao tốc và ngoặc gấp để bổ nhào tấn công. Các khẩu pháo phòng không 40-mm và 20-mm của con tàu đồng loạt khai hỏa vào đối thủ, được nhận diện là một máy bay tiêm kích một động cơ Mitsubishi J2M. Đối phương bay song song cùng con tàu trước khi quay lại từ hướng mũi tàu, nhưng bị bắn trúng, mất kiểm soát và rơi cách con tàu khoảng 1.500 yd (1.400 m).
Vào ngày 1 tháng 7, Brock rời Okinawa để cùng các tàu vận chuyển cao tốc Osmond Ingram (APD-35), Crosley (APD-87) và Joseph E. Campbell (APD-49) cùng hai tàu săn ngầm USS SC-1012 và USS SC-1474 hướng sang Philippines. Đi đến vịnh San Pedro vào ngày 6 tháng 7, nó trình diện để phục vụ cùng Tư lệnh Tiền phương biển Philippine, làm nhiệm vụ tuần tra chống tàu ngầm và hộ tống vận tải tại chỗ cho đến khi Nhật Bản chấp nhận đầu hàng vào ngày 15 tháng 8, giúp chấm dứt vĩnh viễn cuộc xung đột.

### Sau chiến tranh
Lên đường đi Hollandia, New Guinea vào ngày 20 tháng 8, Brock đi đến vịnh Humboldt vào ngày 23 tháng 8. Nó khởi hành vào ngày 27 tháng 8 cho chặng quay trở lại Philippines, đi đến Leyte vào ngày 31 tháng 8. Con tàu lại lên đường đi Luzon vào ngày 1 tháng 9, đi đến Manila hai ngày sau đó. Nó lại cùng tàu hộ tống khu trục Ebert (DE-768) khởi hành vào ngày 7 tháng 9 để hướng sang Nhật Bản hộ tống cho một đoàn tàu bao gồm 22 tàu vận chuyển tấn công; họ vận chuyển binh lính thuộc Tập đoàn quân 8 đi làm nhiệm vụ chiếm đóng tại Nhật Bản.
Đi đến vịnh Tokyo vào ngày 13 tháng 9, Brock ở lại vùng biển Nhật Bản cho đến ngày 23 tháng 9, khi nó lên đường hộ tống một đoàn tàu vận tải quay trở về Leyte. Trên đường đi nó phát hiện và phá hủy một quả thủy lôi trôi nổi ngay trước mũi đoàn tàu. Về đến vịnh San Pedro, Leyte vào ngày 4 tháng 10, nó đi vào một ụ nổi sáu ngày sau đó để sửa chữa. Sau khi hoàn tất nó khởi hành vào ngày 16 tháng 10, vận chuyển hành khách đi sang vịnh Tokyo, đến nơi vào ngày 27 tháng 10. Con tàu làm nhiệm vụ tại vùng biển nội địa Seto cho đến khi rời Honshu vào ngày 7 tháng 11 và đi đến Hiro Wan hai ngày sau đó. Nó thay phiên cho tàu khu trục Rowan (DD-782) làm nhiệm vụ tàu kiểm soát cảng ở lối ra vào eo biển Bungo từ ngày 11 tháng 11, và phục vụ trong vai trò này cũng như tuần tra trong biển nội địa Seto cho đến ngày 15 tháng 12.
Cùng với tàu chị em John Q. Roberts (APD-94), Brock lên đường quay trở về Hoa Kỳ, và sau các chặng dừng tại Nagoya, Eniwetok, Trân Châu Cảng và San Diego, California, nó về đến San Pedro, California vào ngày 10 tháng 1. Con tàu được sửa chữa trước khi tiếp tục hành trình vào ngày 15 tháng 2, 1946 để đi sang vùng bờ Đông, băng qua kênh đào Panama vào ngày 24 tháng 2, và trình diện để phục vụ cùng Tư lệnh Lực lượng Đổ bộ Hạm đội Đại Tây Dương vào ngày 26 tháng 2. Nó đi đến Boston, Massachusetts vào ngày 5 tháng 3 để được đại tu nhằm chuẩn bị ngừng hoạt động, rồi lên đường vào ngày 11 tháng 4, đi đến Green Cove Springs, Florida hai ngày sau đó, nơi nó được đưa về Đội Florida trực thuộc Hạm đội Dự bị Đại Tây Dương.
Brock được cho xuất biên chế vào ngày 5 tháng 5, 1947 và tiếp tục neo đậu tại Green Cove Springs trong suốt 13 năm tiếp theo. Tên nó được cho rút khỏi danh sách Đăng bạ Hải quân vào ngày 1 tháng 6, 1960, và con tàu được chuyển cho Colombia vào tháng 1, 1962 để sử dụng như một trạm phát điện nổi. Số phận sau cùng của con tàu không rõ.

## Phần thưởng
Brock được tặng thưởng một Ngôi sao Chiến trận do thành tích phục vụ trong Thế Chiến II.
| Bronze star |  |  |
|             |  |  |

| Huân chương Chiến dịch Hoa Kỳ        | Huân chương Chiến dịch Hoa Kỳ           | Huân chương Chiến dịch Châu Á-Thái Bình Dương với 1 Ngôi sao Chiến trận | Huân chương Chiến dịch Châu Á-Thái Bình Dương với 1 Ngôi sao Chiến trận |
| Huân chương Chiến thắng Thế Chiến II | Huân chương Phục vụ Chiếm đóng Hải quân | Huân chương Phục vụ Chiếm đóng Hải quân                                 | Huân chương Giải phóng Philippine (Philippine)                          |